# Torneo Juvenil Femenino de España
El Torneo Juvenil Femenino es el principal campeonato de clubes de fútbol juvenil femenino de España, por encima del sistema de ligas juveniles femeninas. Se disputa anualmente bajo la organización de la Real Federación Española de Fútbol (RFEF), tomando parte los campeones de los distintas territoriales del fútbol Juvenil femenino.
Creada en la temporada 2023-24 para dar a conocer a las campeonas juveniles de España, es desde entonces la que designa al mejor club juvenil femenino nacional de la temporada.
El vigente campeón de la competición es el Real Madrid CF Femenino.

## Sistema de competición
El reglamento de la Real Federación Española de Fútbol, establece que la licencia de categoría juvenil, corresponde a las futbolistas con edades de 17, 18 y 19 años, a 31 de diciembre del año en que se inicia la competición.
El Torneo Juvenil Femenino se disputa anualmente en una sede designada como terreno neutral. Toman parte en la competición de doce equipos: los doce campeones de cada grupo de las divisiones territoriales femeninas Juvenil.
En esta temporada 2023/24 al ser la primera edición, el Torneo Juvenil Femenino se disputará encuadrado en cuatro grupos de tres equipos cada uno, y el ganador de cada grupo pasará a semifinales y final.

## Historia
En la temporada 2023/24 la Real Federación Española de Fútbol (RFEF) llevó a cabo la primera edición, siendo el Real Madrid C. F. Femenino el primer campeón del Torneo Juvenil Femenino.
Las competiciones juveniles femenina al estar dividió en varias ligas territoriales, se estableció que los campeones de cada liga disputasen una fase final en terreno neutral, bautizada como Torneo Juvenil Femenino, para determinar a las campeonas a nivel nacional. Este se disputará encuadrado en cuatro grupos de cuatros equipos cada uno, y el ganador y el segundo de cada grupo pasará a cuartos de final, semifinales y posteriormente a la final.

## Historial
A continuación se listan las campeonas juveniles de dicha competición. Para un detalle de todos los vencedores absolutos véase Sistema de ligas juveniles femeninas de España.
| Edición                 | Temporada               | Campeón                 | Resultado               | Subcampeón              | Nota. Sede Final                                       |
| Torneo Juvenil Femenino | Torneo Juvenil Femenino | Torneo Juvenil Femenino | Torneo Juvenil Femenino | Torneo Juvenil Femenino | Torneo Juvenil Femenino                                |
| ----------------------- | ----------------------- | ----------------------- | ----------------------- | ----------------------- | ------------------------------------------------------ |
| I                       | 2023-24                 | Real Madrid C. F.       | 2 - 1                   | F. C. Barcelona         | Creación a semejanza de la Copa de la Reina. Las Rozas |
| II                      | 2024-25                 | Real Madrid C. F.       | 1 - 0                   | F. C. Barcelona         | Primer torneo con 16 equipos. Las Rozas                |

## Palmarés
El trofeo que se entrega al club campeón de este torneo. El trofeo queda en propiedad de un club, si lo gana tres veces de forma consecutiva o cinco de forma alterna.
| Equipo            | Títulos | Subc. | Años de los campeonatos |
| ----------------- | ------- | ----- | ----------------------- |
| Real Madrid C. F. | 2       | –     | 2024, 2025.             |
| F. C. Barcelona   | –       | 2     |                         |